# Grégoire Calvet
Pour les articles homonymes, voir Calvet.
Grégoire Calvet, né à Cadarcet (Ariège) le 9 mars 1871 et mort accidentellement à Palaiseau le 28 octobre 1928, est un sculpteur français

## Biographie
Fils de forgeron, Grégoire Calvet est attiré dès l'enfance par la sculpture sur bois. Il est élève du toulousain Alexandre Laporte. Il propose l'idée, le 29 mars 1921, « d'une barrière lumineuse marque perpétuellement le lieu où reposait le Soldat sans nom, devenu l'Autel de la Patrie ». Il proposa même « qu'au sommet de la voûte on place une ampoule électrique pour produire une lumière bleue sur la dalle ».
Son projet de lumière éternelle éclairant le Soldat Inconnu verra le jour deux ans plus tard, en 1923 mais le feu sera préféré à l'énergie électrique.

## Œuvres

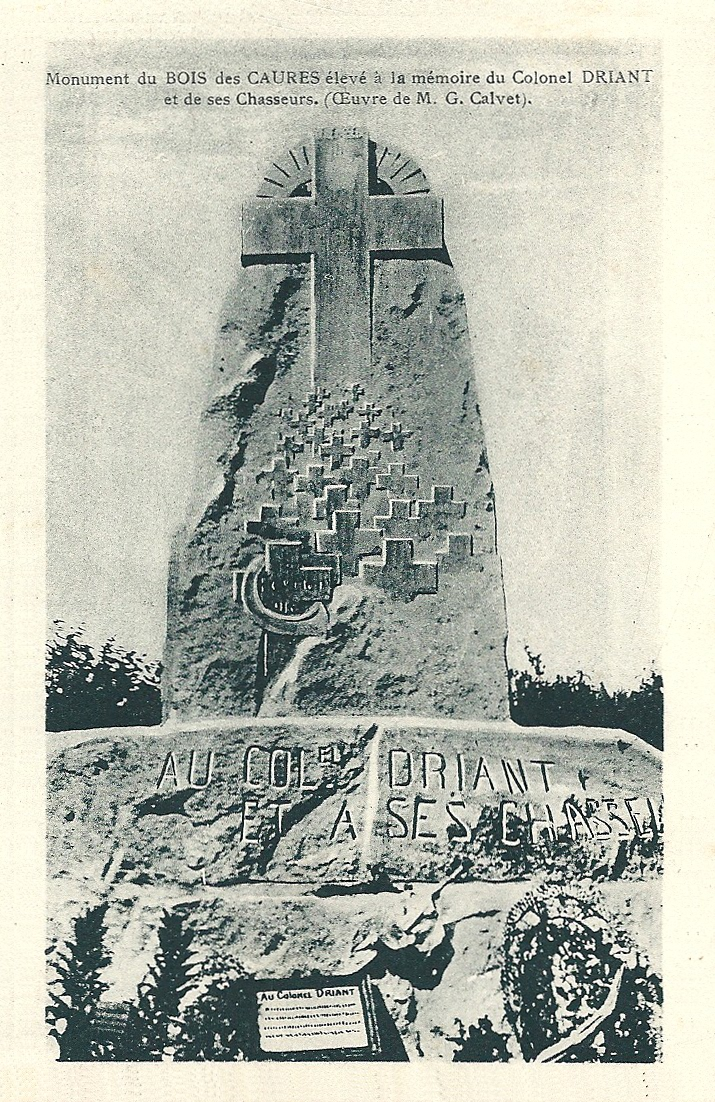
Monument du Bois des Caures

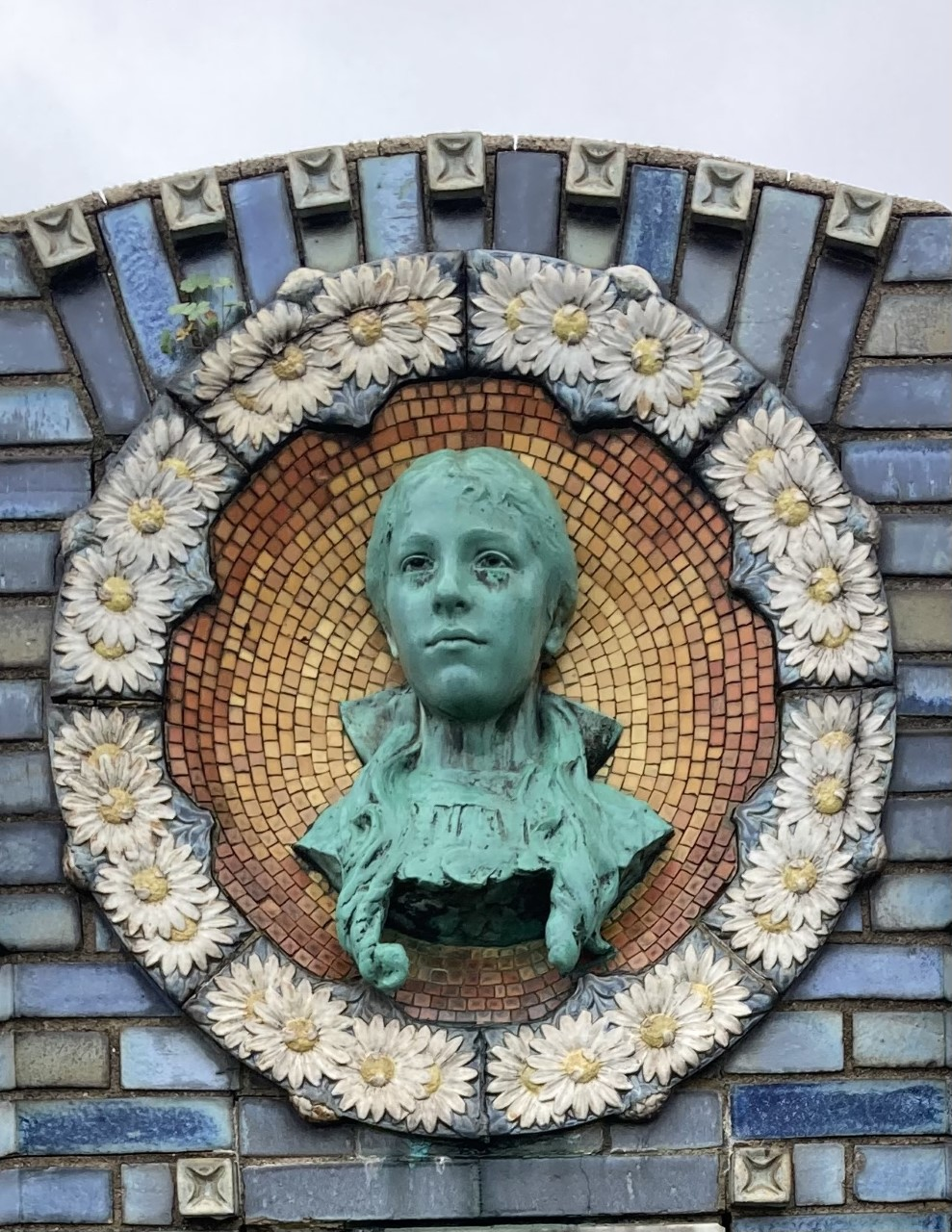
Buste en médaillon de Marguerite Genestal au cimetière de Châtillon.

- Amiens (Somme) : Square Arlette Gruss, Bacchus.
- Châtillon: sépulture de Marguerite Genestal au cimetière communal.
- Rabat-les-Trois-Seigneurs : monument aux morts[1].
- Verdun (Meuse) : Le Bois des Caures : Monument à la mémoire du colonel Driant et des chasseurs qu'il commandait.

## Hommages
La place devant la mairie de Cadacet porte son nom.